# Cantón de Charny-sur-Meuse
El cantón de Charny-sur-Meuse era una división administrativa francesa, que estaba situada en el departamento de Mosa y la región de Lorena.

## Composición
El cantón estaba formado por veintidós comunas:
- Beaumont-en-Verdunois
- Belleville-sur-Meuse
- Béthelainville
- Béthincourt
- Bezonvaux
- Bras-sur-Meuse
- Champneuville
- Charny-sur-Meuse
- Chattancourt
- Douaumont
- Cumières-le-Mort-Homme
- Fleury-devant-Douaumont
- Fromeréville-les-Vallons
- Haumont-près-Samogneux
- Louvemont-Côte-du-Poivre
- Marre
- Montzéville
- Ornes
- Samogneux
- Thierville-sur-Meuse
- Vacherauville
- Vaux-devant-Damloup

## Supresión del cantón de Charny-sur-Meuse
En aplicación del Decreto nº 2014-166 de 17 de febrero de 2014, el cantón de Charny-sur-Meuse fue suprimido el 22 de marzo de 2015 y sus 22 comunas pasaron a formar parte; dieciséis del nuevo cantón de Belleville-sur-Meuse y seis del nuevo cantón de Clermont-en-Argonne.